# Hermann Asemissen

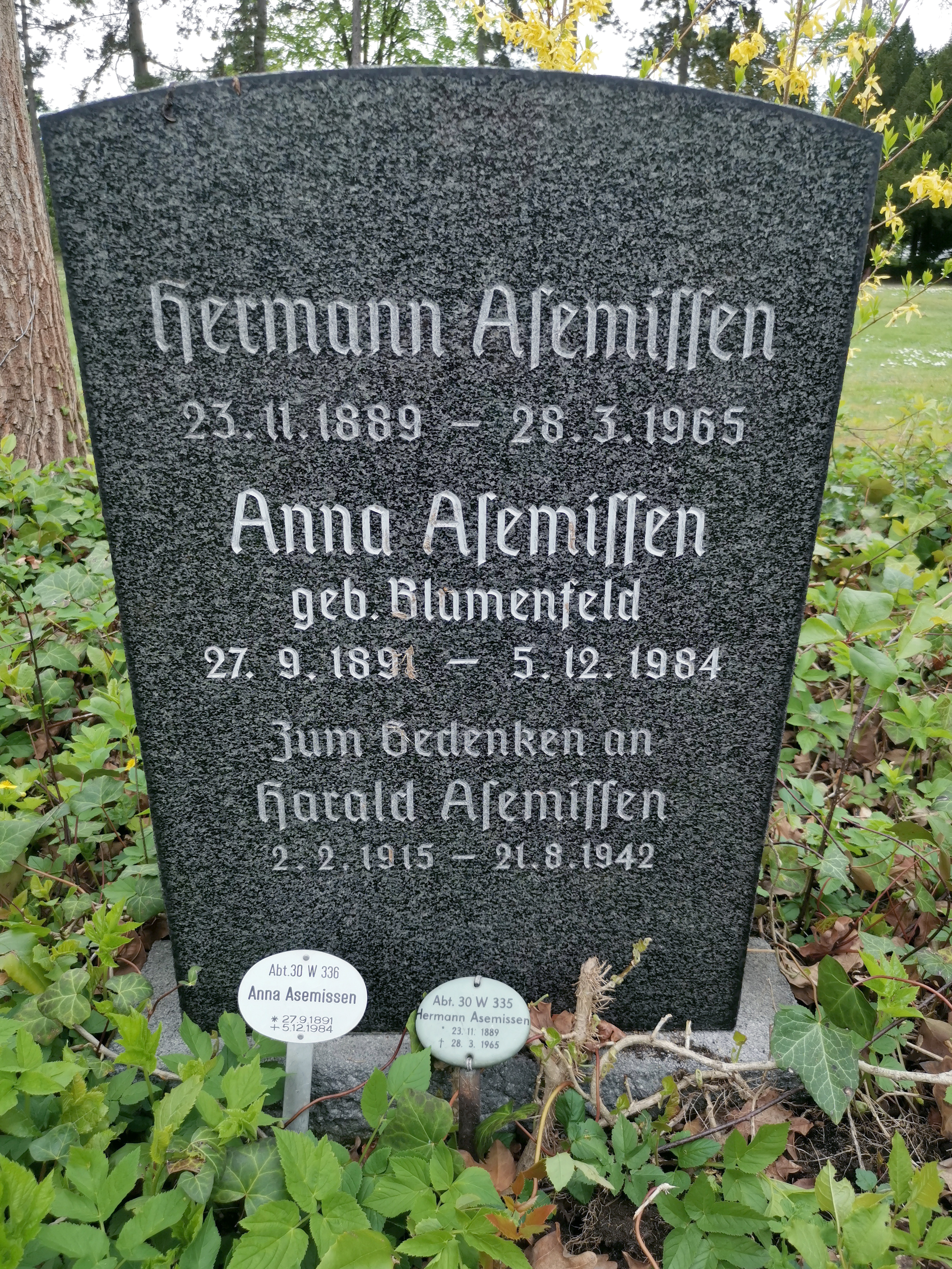
Grab auf dem Friedhof Zehlendorf I

Hermann Egbert Karl Asemissen (* 23. November 1889 in Libau; † 28. März 1965 in Berlin-Zehlendorf) war ein deutscher Übersetzer. Er zeichnete vor allem für die Übersetzung der Gesammelten Werke Leo Tolstois verantwortlich, die von 1952 bis 1962 in zwanzig Bänden im Verlag Rütten & Loening erschien.

## Leben und Werk
Asemissen war der Sohn von Hermann Friedrich Asemissen, der aus dem westfälischen Neuenheerse in das zaristische Baltikum ausgewandert war und dort eine Gärtnerei besaß. Asemissens Mutter Klara Kuhn stammte aus dem Memelland.
Asemissen absolvierte eine kaufmännische Lehre in Hannover und übernahm 1913 die Leitung einer Filiale der Maggi-Gesellschaft in Moskau. 1914 heiratete er in Moskau Anna Blumenfeld (1891–1984). Während des Ersten Weltkriegs wurde er mit seiner Familie in Sibirien interniert, dort wurde 1915 Sohn Harald geboren. Die Familie kam aber 1918 über Moskau nach Deutschland. Asemissen war fortan in Berlin für die Maggi-Gesellschaft tätig. 1920 wurde der Sohn Hermann Ulrich Asemissen geboren. Sohn Harald starb im 2. Weltkrieg in Wertjatschij am Don.
Nachdem Asemissen in den Ruhestand getreten war, widmete er sich der Übersetzung klassischer russischer Literatur des 19. Jahrhunderts. Asemissen lebte zwar im West-Berliner Stadtteil Zehlendorf, seine Übersetzungen erschienen jedoch ausschließlich bei Verlagen der DDR wie Neues Leben, Rütten & Loening, Kultur und Fortschritt. Insbesondere seine Übersetzungen Leo Tolstois wurden vom Verlag Rütten & Loening dafür geschätzt, dass sie dem „Ungeschliffene[n]“ des Stils Tolstois gerechter würden als frühere Übersetzungen, „ohne grob ungeschliffen zu erscheinen“. Deshalb wurde Asemissen für das Projekt der Ausgabe der gesammelten Werke Tolstois – aus Zeitgründen wurde Krieg und Frieden ausgenommen – als Übersetzer eingesetzt. Der Slawist Rolf Fieguth schätzt Asemissen als einen „unübertroffenen Meister der von allen unnötigen ‚russischen‘ Tonfällen freien Orientierung“.
Hermann Asemissen starb im Alter von 75 Jahren und wurde auf dem Berliner Friedhof Zehlendorf beigesetzt.

## Übersetzungen
- Rustam Agischew: Der unheimliche Schamane. Erzählung. Verl. Kultur u. Fortschritt, Berlin 1950.
- Aleksandr I. Kuprin: Der Moloch. Rütten & Loening, Berlin 1954.
- Ivan Michajlovič Majskij: Vor dem Sturm. Erinnerungen an Kindheit und Jugendjahre. Verl. Kultur u. Fortschritt, Berlin 1950.
- Ivan Michajlovič Majskij: Vor dem Sturm. Erinnerungen an Kindheit und Jugendjahre. Verl. Kultur und Fortschritt, Berlin 1950.
- Jakov Isidorovič Perelʹman: Ein Frühstück mit Denkaufgaben. Kinderbuchverl., Berlin, Dresden 1950.
- Jakov Isidorovič Perelʹman: Denkaufgaben mit Zahlenriesen. Kinderbuchverl., Berlin, Dresden 1950.
- Lev Nikolaevič Tolstoj: Kindheit. Rütten & Loening, Berlin 1952.
- Irina V. Karnauchova: Spätzchen und ihre Freunde. Verl. Neues Leben, Berlin 1951.
- Mirzä Ibraẖimov: Die Zeit wird kommen. Roman. Verl. Kultur u. Fortschritt, Berlin 1952.
- N. Pospelov: Geschichte der russischen Literatur. Verl. Kultur und Fortschritt, Berlin 1952–1954.
- L. I. Timofejew et al.: Geschichte der Sowjetliteratur. Kultur und Fortschritt, Berlin 1953.
- Vladimir Galaktionovič Korolenko: Die Geschichte meines Zeitgenossen. Rütten & Loening, Berlin 1953.
- Rachim Džalil: Schüsse in Chodshent. Roman. Verl. Kultur u. Fortschritt, Berlin 1954.
- Lev Nikolaevič Tolstoj, Wieland Herzfelde und Hermann Asemissen (Hrsg.): Anna Karenina. Rütten & Loening, Berlin 1956.
- Aleksandr Bek: Höher und höher. Roman. Verl. Kultur u. Fortschritt, Berlin 1958.
- Lev Nikolaevič Tolstoj: Die Kosaken und andere Erzählungen. Rütten & Loening, Berlin 1957.
- Lev Nikolaevič Tolstoj: Volkserzählungen. Rütten & Loening, Berlin 1960.
- Lev Nikolaevič Tolstoj: Die Kreutzersonate und andere Erzählungen. Rütten & Loening, Berlin 1961.
- Lev Nikolaevič Tolstoj: Hadschi Murat und andere Erzählungen. Rütten & Loening, Berlin 1962.
- Michail M. Prišvin: Michail Prischwin. 1963.
- Michail Michajlovič Prišvin: Der versunkene Weg. Roman. Verl. Kultur u. Fortschritt, Berlin 1960.
- F.M.Dostojewskij: DIE ERNIEDRIGTEN UND BELEIDIGTEN Roman, DEUTSCHE BUCHGEMEINSCHAFT 1965